# Barry White
Barry White, właściwie Barry Eugene Carter (ur. 12 września 1944 w Galveston w Teksasie, zm. 4 lipca 2003 w Los Angeles) – amerykański piosenkarz, producent muzyczny i twórca tekstów piosenek, znany głównie z hitów soulowych i disco. 
Zdobył niezwykłą sławę, a jego płyty biły rekordy popularności na całym świecie, aż 106 razy zdobywały tytuł złotego, a 41 – platynowego albumu, ponadto 20 jego singli osiągnęło status złotego, a 10 platynowego. Wynik sprzedaży wszystkich wydawnictw White’a na całym świecie wynosi ponad 100 milionów egzemplarzy, co czyni go jednym z najlepiej sprzedających się artystów muzycznych w historii.

## Życiorys
Barry White urodził się w Galveston, w Teksasie. Dorastał na przestępczych terenach w południowym Los Angeles, gdzie, w wieku 10 lat, dołączył do gangu. Gdy miał 17 lat, trafił na cztery miesiące do więzienia, za kradzież wartych 30 tys. dolarów opon Cadillaca. Po wyjściu z więzienia opuścił gang i rozpoczął muzyczną karierę. 
Był członkiem wielu grup muzycznych, zanim stał się artystą solowym i autorem tekstów. Pierwsze sukcesy pojawiły się, kiedy rockowy wykonawca, Bobby Fuller, nagrał piosenki autorstwa White'a. W 1963 roku był odpowiedzialny za aranżację piosenki „Harlem Shuffle” dla soulowego duetu Bob & Earl. Utwór stał się hitem w Wielkiej Brytanii w 1969 roku.
Utworzył The Love Unlimited Orchestra.
White przez wiele lat cierpiał na otyłość wskutek tego walczył z nadciśnieniem tętniczym i cukrzycą. Schorzenia te doprowadziły go do niewydolności nerek we wrześniu 2002. W maju 2003 przeszedł udar mózgu. Zmarł dwa miesiące przed 59. urodzinami, w Cedars-Sinai Medical Center w West Hollywood.

## Dyskografia

### Albumy

#### Love Unlimited & Love Unlimited Orchestra
- 1972: From a Girl’s Point of View We Give to You
- 1973: Under the Influence Of
- 1974: Rhapsody in White
- 1974: Together Brothers
- 1974: In Heat
- 1974: White Gold
- 1975: Music Maestro Please
- 1976: My Sweet Summer Suite
- 1977: He’s All I’ve Got
- 1978: My Musical Bouquet

#### Barry White
- 1973: I’ve Got So Much to Give
- 1973: Stone Gon'
- 1974: Can’t Get Enough
- 1975: Just Another Way to Say I Love You
- 1976: Let the Music Play
- 1976: Is This What Cha Won’t?
- 1977: Barry White Sings for Someone You Love
- 1978: The Man
- 1979: The Message is Love
- 1979: I Love to Sing the Songs I Sing
- 1980: Sheet Music
- 1981: Barry & Glodean
- 1981: Beware!
- 1982: Change
- 1983: Dedicated
- 1985: Love Is only Good With Animals
- 1987: The Right Night & Barry White
- 1989: The Man Is Back!
- 1991: Put Me In Your Mix
- 1994: The Icon Is Love
- 1994: All-Time Greatest Hits
- 1999: The Ultimate Collection
- 1999: Staying Power
- 2000: Just For You

### Single

#### Love Unlimited
- 1972 „Walkin’ In the Rain With the One I Love (poz. 14 US, poz. 14 UK)
- 1973 „It May Be Winter Outside (But In My Heart It’s Spring) (poz. 83 US, poz. 11 UK)
- 1974 „Under the Influence Of Love” (poz. 76 US)
- 1975 „I Belong To You (poz. 27 US)

#### Love Unlimited Orchestra
- 1974 „Love’s Theme”
- 1974 „Rhapsody in White”
- 1975 „Satin Soul”

#### Barry White
- 1973 „I’m Gonna Love You Just a Little More Baby” (poz. 3 US, poz. 23 UK)
- 1973 „I’ve Got So Much Love To Give” (poz. 32 US)
- 1974 „Never, Never Gonna Give You Up” (poz. 7 US, poz. 14 UK)
- 1974 „Honey Please, Can’t Ya See” (poz. 44 US)
- 1974 „Can’t Get Enough Of Your Love Babe” (poz. 1 US, poz. 8 UK)
- 1975 „You’re the First, the Last, My Everything” (poz. 2 US, poz. 2 US Dance, poz. 1 for 2 weeks UK)
- 1975 „What Am I Gonna Do With You” (poz. 8 US, poz. 5 UK)
- 1975 „I’ll Do For You Anything You Want Me To” (poz. 40 US, poz. 20 UK)
- 1975 „Let the Music Play” (poz. 32 US, poz. 9 UK)
- 1976 „You See The Trouble With Me” (poz. 2 UK)
- 1976 „Baby, We Better Try To Get It Together” (poz. 92 US, poz. 15 UK)
- 1976 „Don’t Make Me Wait Too Long” (poz. 17 UK)
- 1977 „I’m Qualified To Satisfy You” (poz. 30 US Dance, poz. 37 UK)
- 1977 „It’s Ecstasy When You Lay Down Next To Me” (poz. 4 US, poz. 5 Dance, poz. 40 UK)
- 1978 „Just the Way You Are” (poz. 12 UK)
- 1978 „Oh What a Night For Dancing” (poz. 24 US)
- 1978 „Your Sweetness Is My Weakness” (poz. 60 US, poz. 16 US Dance)
- 1979 „Sha La La Means I Love You” (poz. 55 UK)
- 1987 „Sho’ You Right” (poz. 14 UK)
- 1987 „Never, Never Gonna Give You Up” (reedycja) (poz. 63 UK)
- 1987 „For Your Love (I’ll Do Most Anything) (poz. 94 UK)
- 1990 „The Secret Garden (Sweet Seduction Suite)” (Quincy Jones, Al B. Sure!, James Ingram, El DeBarge i Barry White) (poz. 31 US, poz. 67 UK)
- 1991 „All of me” Big Daddy Kane & Barry White (poz. 14 US R&B)
- 1992 „All around the world” Lisa Stansfield i Barry White
- 1992 „Dark and lovely” z Isaacem Hayesem (poz. 29 US R&B)
- 1994 „Practice What You Preach” (poz. 18 US, poz. 20 UK)
- 1995 „Love Is The Icon” (poz. 20 UK, jako podwójne 1. miejsce z „Practice With You Preach”)
- 1995 „I Only Want To Be With You” (poz. 36 UK)
- 1995 „Come On” (poz. 87 US)
- 1996 „Slow Jams” (Quincy Jones, Babyface, Tamia, Portrait i Barry White) (poz. 68 US)
- 1996 „In Your Wildest Dreams” (z Tiną Turner) (poz. 32 UK, poz. 36 US, poz. 2 Austria)
- 2000 „Let the Music Play 2000” (poz. 45 UK)